# ОШ „Петар Кочић” Шипраге
ОШ „Петар Кочић” је једна од основних школа на подручју општине Котор Варош. Налази се у Шипрагама. Име је добила по Петру Кочићу српском књижевнику и политичару.

## Историјат
Школа је основана  1934. године, са прекидом у раду у периоду од 1941. до 1947. године. Касније се организује извођење наставе у Подручним школама у Крушеву Брду и Грабовици, као и у подручним одјељењима: Маљева, Грабовачка Ријека, Трновац, Брестовача и Присочка. У току ратних дејстава 1992. године престају са радом Подручна одјељења Трновац, Присочка, Брестовача и Маљева. Одлуком Министарства просвјете и културе Републике Српске 2011. године са радом престају и Подручна одјељења у Крушеву Брду и Грабовачкој Ријеци. Министарство просвјете и културе Републике Српске 1998. године је одобрило рад Подручног одјељења у Ћорковићима, да би исто 2017. године престало са радом. Влада Републике Српске је на сједници одржаној 27. јула 2017. године усвојила информацију о мрежи основних школа са приједлогом рационализације, према којој Подручна деветоразредна школа Грабовица наставља са радом тако што се уводи комбинована настава у одјељењима од шестог до деветог разреда. У саставу ЈУ ОШ "Петар Кочић" Шипраге тренутно има 13 одјељења, а некада је било 66 одјељења. Специфичност наше школе првенствено чини њен положај: смјештена је у брдско-планинском подручју, гдје ученици до школе углавном пјешаче по неколико километара, или су принуђени да користе неку врсту превоза, било да је то јавни или школски превоз, што посебно отежава похађање наставе у зимском периоду. Климатски услови чине још један фактор специфичности: због хладних зима, грејна сезона често почиње у септембру, а завршава се у мају, што додатно оптерећује скроман школски буџет, поготово због чињенице да се због честих нестанака електричне енергије морају укључивати агрегати на течно гориво.